# Jiří Procházka (bojovník)
Jiří „BJP“ Procházka (* 14. října 1992 Hostěradice) je český bojovník ve smíšených bojových uměních. V současnosti soutěží v organizaci UFC, kde je bývalým šampionem v polotěžké váhové kategorii. Je bývalý šampion japonské organizace Rizin Fighting Federation v polotěžké váze. Mezi jeho další úspěchy patří zisk titulu organizace GCF v roce 2013. Trénuje v klubu Jetsaam Gym Brno pod vedením trenérů Martina Karaivanova a Jaroslava Hovězáka. Je absolventem magisterského studia Speciální edukace bezpečnostních složek, které vystudoval na Fakultě sportovních studií Masarykovy univerzity.
Aktuálně je v žebříčku v UFC #2 Polotěžké váhy.

## MMA kariéra
Na počátcích kariéry se Procházka věnoval thajskému boxu (muaythai), ve kterém získal v roce 2011 na mistrovství republiky pořádaného Českou Muaythai Asociací titul ve své váhové kategorii. Poté však přešel k MMA. Profesionální debut absolvoval v roce 2012 proti Stanislavu Futerovi, kterého porazil v prvním kole. Od té doby sbíral převážně vítězství a stal se jedničkou polotěžké váhy v Česku.
29. prosince 2015 podepsal Procházka smlouvu s japonskou organizací Rizin Fighting Federation. Zanedlouho se stal populárním hlavně díky svému agresivnímu stylu boje a svéráznému chování. V prvním zápase se postavil Satoši Išiimu. Zápas byl ukončen v druhé minutě Procházkovým kopem na hlavu. Procházkův druhý zápas proběhl 31. prosince. Soupeře Vadima Nemkova Procházka sice neukončil běžným způsobem, ale po prvním kole Nemkov odmítl dál pokračovat a Procházka znovu zvítězil. Další zápas Procházka prohrál na KO s Muhammedem Lawalem.
Na prvním číslovaném turnaji Rizinu se utkal s Kazuyuki Fujitou. Procházka Japonce knockoutoval v prvním kole. Poradil si také s Markem Taniosem, kterého porazil na body, přestože si přibližně ve druhé minutě zápasu poranil nohu. Následoval zápas s Wilianem Roberto Alvesem pod organizací Fusion FN (návrat po zranění), a poté už opět boj v japonské organizaci. S Karlem Albrektssonem a Brunem Henrique Cappelozzou si Procházka poradil v prvním kole. V prvním kole skončil také zápas s Jakem Heunem, který neměl šanci. Zápas byl mimo jiné přesunut na poslední zápas večera kvůli komplikaci. Japonské město Saitama totiž postihlo zemětřesení.
Na tradičním Silvestrovském turnaji RIZIN 14 dostal za soupeře Emanuela Newtona. Ten se ale zranil, proto se Procházka nakonec utkal s neméně kvalitním soupeřem Brandonem Halseym. Halsey v úvodu několikrát strhnul Procházku na zem, ale nedokázal ho ukončit, i když byl blízko. Procházka poté začínal mít převahu a nakonec Halseyho v čase 6:30 ukončil technickým KO. V pozápasovém rozhovoru řekl, že by se rád utkal o titul organizace Rizin.
Titulovou šanci nakonec dostal 21. dubna, kdy se utkal v Yokohama Aréně s Muhammedem „King Mo“ Lawalem o titul polotěžké váhy, který vyhrál ve třetím kole technickým KO. Stal se tak historicky prvním šampionem polotěžké váhy organizace Rizin FF.
12. října 2019 se Procházka utkal s Fábiem Maldonadem. Tento zápas proběhl ve váze do 100 kilogramů a nebyl o titul. Procházka dokázal zápas ukončit za necelé 2 minuty prvního kola. Na Silvestrovském turnaji Rizin 20 se utkal s C. B. Dollowayem. Procházka za necelé dvě minuty dokázal Dollowaye knockoutovat a obhájil tak titul. Po tomto zápase mu vypršela smlouva s Rizinem.
Dne 16. ledna 2020 Jiří Procházka oznámil podepsání kontraktu v lize UFC s cílem utkat se o mistrovský titul této prestižní organizace. Stal se pátým Čechem (po Karlosu Vémolovi, Viktoru Peštovi, Lucii Pudilové a Davidu Dvořákovi
, který bojoval v této nejslavnější MMA soutěži.
Dne 11. července 2020 se Jiří Procházka utkal ve svém prvním UFC zápase s Volkanem Oezdemirem (Švýcarsko), který byl v době zápasu veden na 7. místě světového žebříčku polotěžké váhy. V druhém kole v čase 0:49 Procházka Oezdemira knockoutoval a připsal si svoji první výhru v organizaci UFC. Za svůj výkon navíc získal i bonus 50 000 dolarů za výkon večera (Performance of the night). Díky této výhře se posunul na celkové 8. místo ve světovém žebříčku polotěžké váhy a potvrdil tím pozici aktuálně nejlepšího českého bojovníka MMA.
Dne 2. května 2021 se Jiří Procházka utkal ve svém druhém UFC zápase s Dominickem Reyesem (USA), který v době zápasu figuroval na 3. místě světového žebříčku polotěžké váhy. V druhém kole v čase 04:29 Procházka Reyese knockautoval úderem lokte z otočky, který byl vybrán jako nejlepší UFC knockout roku 2021,  a připsal si svojí druhou výhru v organizaci UFC. Za svůj výkon získal nejen ocenění Performance of the night, ale zápas byl ohodnocen jako Fight of the night, což znamenalo bonus v celkové výši 100 000 dolarů. Po tomto zápase byl Jiří Procházka vyzván tehdejším šampionem polotěžké váhy Janem Blachowiczem, jenž však později o svůj titul přišel v zápase s Gloverem Teixeirou, ve kterém Jiří figuroval jako náhradník pro případ, že by došlo ke zranění některého z účastníků.
Dne 4. května 2021 se Jiří Procházka posunul na 3. místo ve světovém žebříčku polotěžké váhy a několik měsíců po vítězství Teixeiry nad Blachowiczem byl oficiálně oznámen zápas Procházka vs. Texeira o titul organizace UFC v polotěžké váze.
Dne 12. června 2022 se Jiří Procházka stal prvním českým UFC šampionem v polotěžké váze, když dokázal porazit Glovera Teixeiru (BRA), kterého ukončil na rear naked choke (škrcení) v pátém kole v čase 04:32. Jiří Procházka se díky tomu navždy zapsal do dějin českého MMA. Toto vítězství je někdy označováno jako "Nagano" českého MMA.
Titulu se musel vzdát 23. listopadu 2022, vinou zranění ramena. O titul se utkal 11. listopadu 2023, kdy mu čelil Brazilec Alex Pereira. Ve druhém kole ho Pereira knockoutoval.
Jeho další zápas se uskutečnil 13. dubna 2024. Jeho soupeřem byl Rakušan Aleksandar Rakić. Toho v druhém porazil díky TKO.
Dne 29. června dostal další titulový zápas. Ten byl náhradou za zápas Michaela Chandlera a Conora McGregora. Ani v tomto zápase neuspěl, protože byl knockoutován kopem do hlavy.
Dne 18. ledna 2025 se Jiří Procházka utkal s bývalým šampionem UFC v polotěžké váze Jamahalem Hillem. Český bojovník porazil američana ve třetím kole na TKO. 

## Tituly a úspěchy

### Muaythai
Mistr ČR 2010/2011. (do 86,20 kg)

### Smíšená bojová umění
V roce 2013 zisk titulu organizace GCF v polotěžké váze. (do 93 kg)
V roce 2019 zisk titulu organizace Rizin FF v polotěžké váze. (do 93 kg)
V roce 2022 zisk titulu organizace UFC v polotěžké váze. (do 93 kg)

## Společenská ocenění
- 2023 – Cena města Brna za rok 2022 za jeho přínos v oblasti sportu[22][23]

## MMA výsledky

### Profesionální kariéra
| Výsledek | Bilance | Soupeř                    | Metoda                      | Událost                                               | Datum              | Kolo | Čas   | Místo                             | Poznámka |
| -------- | ------- | ------------------------- | --------------------------- | ----------------------------------------------------- | ------------------ | ---- | ----- | --------------------------------- | --- |
| Výhra    | 31–5–1  | Jamahal Hill              | TKO (údery)                 | UFC 311                                               | 18. ledna 2025     | 3    | 3:01  | Los Angeles, USA                  | Výkon večera. |
| Prohra   | 30–5–1  | Alex Pereira              | TKO (kop na hlavu a údery)  | UFC 303                                               | 30. června 2024    | 2    | 0:13  | Las Vegas, USA                    | Zápas o pás šampiona polotěžké váhy UFC. |
| Výhra    | 30–4–1  | Aleksandar Rakić          | TKO (údery)                 | UFC 300                                               | 14. dubna 2024     | 2    | 3:17  | Las Vegas, USA                    | Bonus za výkon večera. 300 000 $. |
| Prohra   | 29–4–1  | Alex Pereira              | TKO (údery lokty)           | UFC 295                                               | 11. listopadu 2023 | 2    | 4ː08  | New York, USA                     | Zápas o volný titul v polotěžké váze. |
| Výhra    | 29–3–1  | Glover Teixeira           | Submise (rear-naked choke)  | UFC 275                                               | 12. června 2022    | 5    | 4ː32  | Kallang, Singapur                 | Zápas v polotěžké váze. Stal se prvním českým šampionem organizace UFC. Zápas večera. Zápas roku 2022. Později titul uvolnil kvůli zranění. |
| Výhra    | 28–3–1  | Dominick Reyes            | KO (loket z otočky)         | UFC on ESPN 23 - Reyes vs. Procházka                  | 2. květen 2021     | 2    | 4:29  | Las Vegas, USA                    | Výkon večera, zápas večera. |
| Výhra    | 27–3–1  | Volkan Oezdemir           | KO (úder)                   | UFC 251                                               | 11. červenec 2020  | 2    | 0:49  | Abú Zabí, Spojené arabské emiráty | Výkon večera. |
| Výhra    | 26–3–1  | C.B. Dollaway             | KO (údery)                  | Rizin 20                                              | 31. prosinec 2019  | 1    | 1:55  | Saitama, Japonsko                 | Obhájil Rizin FF titul v polotěžké váze. |
| Výhra    | 25–3–1  | Fábio Maldonado           | KO (údery)                  | Rizin 19                                              | 12. říjen 2019     | 1    | 1:49  | Ósaka, Japonsko                   | Zápas se odehrál ve váze do 100 kg. |
| Výhra    | 24–3–1  | Muhammed Lawal            | TKO (údery)                 | Rizin 15                                              | 21. duben 2019     | 3    | 3:02  | Jokohama, Japonsko                | Stal se šampionem organizace Rizin FF v polotěžké váze.                                                                                     |
| Výhra    | 23–3–1  | Brandon Halsey            | TKO (údery)                 | Rizin 14                                              | 31. prosinec 2018  | 1    | 6:30  | Saitama, Japonsko                 | |
| Výhra    | 22–3–1  | Jake Heun                 | TKO (údery)                 | Rizin 13                                              | 30. září 2018      | 1    | 4:29  | Saitama, Japonsko                 | |
| Výhra    | 21–3–1  | Bruno Henrique Cappelozza | KO (údery)                  | Rizin 11                                              | 28. červenec 2018  | 1    | 1:23  | Saitama, Japonsko                 | |
| Výhra    | 20–3–1  | Karl Albrektsson          | TKO (údery)                 | Rizin World Grand Prix 2017: 2nd Round                | 29. prosinec 2017  | 1    | 9:57  | Saitama, Japonsko                 | |
| Výhra    | 19–3–1  | Wilian Roberto Alves      | TKO (údery)                 | Fusion FN 16: Cage Fight                              | 29. září 2017      | 1    | 3:41  | Brno, Česko                       | |
| Výhra    | 18–3–1  | Mark Tanios               | Na body                     | Rizin World Grand Prix 2016: 1st Round                | 25. září 2016      | 2    | 5:00  | Saitama, Japonsko                 | Pyramida v otevřené váze . I přes výhru z důvodu zranění v Grand Prix dál nepokračoval.                                                     |
| Výhra    | 17–3–1  | Kazuyuki Fujita           | KO (úder)                   | Rizin 1                                               | 17. duben 2016     | 1    | 3:18  | Nagoja, Japonsko                  | Zápas se odehrál ve váze do 110 kg. |
| Prohra   | 16–3–1  | Muhammed Lawal            | KO (úder)                   | Rizin Fighting Federation: Iza no Mai                 | 31. prosinec 2015  | 1    | 5:09  | Saitama, Japonsko                 | Finále Rizin World Grand Prix ve váze do 100 kg.                                                                                            |
| Výhra    | 16–2–1  | Vadim Nemkov              | TKO (odstoupení)            | Rizin Fighting Federation: Iza no Mai                 | 31. prosinec 2015  | 1    | 10:00 | Saitama, Japonsko                 | Semifinále Rizin World Grand Prix ve váze do 100 kg.                                                                                        |
| Výhra    | 15–2–1  | Satoši Išii               | KO (kop na hlavu a kolena)  | Rizin Fighting Federation: Saraba no Utake            | 29. prosinec 2015  | 1    | 1:36  | Saitama, Japonsko                 | Pyramida Rizin World Grand Prix ve váze do 100 kg.                                                                                          |
| Výhra    | 14–2–1  | Evgeni Kondratov          | KO (úder)                   | ProFC 59: Battle of Kursk 3                           | 21. listopad 2015  | 1    | 4:23  | Kursk, Rusko                      | |
| Výhra    | 13–2–1  | Michal Fijalka            | TKO (corner stoppage)       | GCF 31: Cage Fight 6                                  | 22. květen 2015    | 1    | 5:00  | Brno, Česko                       | |
| Výhra    | 12–2–1  | Rokas Stambrauskas        | TKO (corner stoppage)       | GCF Challenge: Back in the Fight 4                    | 27. březen 2015    | 1    | 5:00  | Příbram, Česko                    | |
| Remíza   | 11–2–1  | Mikhail Mokhnatkin        | Nerozhodně                  | Fight Nights: Battle of Moscow 18                     | 20. prosinec 2014  | 3    | 5:00  | Moskva, Rusko                     | |
| Výhra    | 11–2    | Darko Stošić              | TKO                         | GCF Challenge: Cage Fight 5                           | 14. listopad 2014  | 1    | 1:09  | Brno, Česko                       | |
| Výhra    | 10–2    | Tomáš Penz                | KO                          | GCF 28: Cage Fight 4                                  | 6. červen 2014     | 1    | 0:48  | Brno, Česko                       | Obhájil GCF titul v polotěžké váze. |
| Výhra    | 9–2     | Viktor Bogutzki           | Donucení (rear-naked choke) | GCF 27: Road to the Cage                              | 21. březen 2014    | 1    | 2:17  | Praha, Česko                      | |
| Výhra    | 8–2     | Martin Šolc               | KO (koleno)                 | GCF 26: Fight Night                                   | 7. prosinec 2013   | 3    | 4:04  | Praha, Česko                      | Stal se šampionem GCF v polotěžké váze. |
| Výhra    | 7–2     | Oliver Dohring            | TKO (údery)                 | Rock the Cage 4                                       | 12. říjen 2013     | 1    |       | Greifswald, Německo               | |
| Prohra   | 6–2     | Abdul-Kerim Edilov        | Donucení (rear-naked choke) | Fight Nights: Battle of Moscow 12                     | 20. červen 2013    | 1    | 1:56  | Moskva, Rusko                     | |
| Výhra    | 6–1     | Radovan Estocin           | KO (koleno a údery)         | GCF 23: MMA Cage Fight 2                              | 10. květen 2013    | 1    | 0:26  | Brno, Česko                       | |
| Výhra    | 5–1     | Josef Žák                 | TKO (údery)                 | GCF 19: Back in the Fight 2                           | 15. únor 2013      | 1    |       | Příbram, Česko                    | |
| Prohra   | 4–1     | Bojan Veličković          | TKO (údery)                 | Supreme Fighting Championship 1: Balkan Fighter Night | 9. prosinec 2012   | 1    |       | Bělehrad, Srbsko                  | |
| Výhra    | 4–0     | Strahinja Denić           | Donucení (triangle choke)   | Ring Fight Brno                                       | 15. listopad 2012  | 1    | 2:10  | Brno, Česko                       | |
| Výhra    | 3–0     | Martin Vaniš              | TKO (údery)                 | GCF 17: Big Cage Ostrava 2                            | 20. říjen 2012     | 1    | 2:48  | Ostrava, Česko                    | |
| Výhra    | 2–0     | Vladimír Eis              | KO (koleno)                 | GCF 15: Justfight Challenger                          | 24. srpen 2012     | 1    | 1:02  | Karlovy Vary, Česko               | |
| Výhra    | 1–0     | Stanislav Futera          | KO (úder)                   | GCF 10: Battle in the Cage                            | 7. duben 2012      | 1    | 0:53  | Mladá Boleslav, Česko             | |